# Oxinasphaera penteumbonata
Oxinasphaera penteumbonata là một loài chân đều trong họ Sphaeromatidae. Loài này được Benvenuti, Messana & Schotte miêu tả khoa học năm 2000.